# 艾尔弗雷德·莱恩
艾尔弗雷德·莱恩（英語：Alfred Lane，1891年9月26日—1965年10月2日），美国男子射击运动员。他曾代表美国参加1912年和1920年夏季奥林匹克运动会射击比赛，获得五枚金牌和一枚铜牌。